# 纳吉·达维德
纳吉·达维德（匈牙利語：Nagy Dávid，1999年7月14日—），匈牙利男子击剑运动员，2023年欧洲运动会男子重剑团体金牌得主、2024年夏季奥林匹克运动会男子重剑团体金牌得主。